# 히라오카 히로아키 (유도 선수)
히라오카 히로아키(일본어: 平岡 拓晃, ひらおか ひろあき, 1985년 2월 6일~)는 일본의 유도 선수이다. 2012년 하계 올림픽에서 남자 엑스트라라이트급 부문 은메달을 획득했으며, 세계 유도 선수권 대회에서 은메달 2개, 동메달 1개를 획득했다.